# Боакье, Эрик
Эрик Боакье (англ. Eric Boakye; род. 19 ноября 1999, Кумаси) — ганский футболист, защитник лимассольского «Ноа».

## Карьера

### «Олимпия»
Играл на родине в клубе «Асоква». В январе 2018 года отправился в аренду в словенский клуб «Олимпия» из Любляны. В августе подписал полноценный контракт с клубом. В сентябре 2018 года дебютировал в Первой лиге Словении в матче с «Кршко». В Кубке Словении сыграл 20 сентября 2018 года в матче с НК «Триглав». В том же сезоне дошёл с клубом до полуфинала кубка, но не попал в заявку на финальный матч, где «Олимпия» обыграла «Марибор». В сезоне 2021 года сыграл в финальном матче кубка с ФК «Целе», где второй раз стал обладателем трофея с клубом.
В 2019 году дебютировал в квалификации Лиги Европы УЕФА в матче первого круга с РФС, отличившись забитым мячом. В июле 2021 года сыграл в квалификации Лиги Конференций УЕФА в матче с клубом «Бирбиркара».

### «Арис» (Лимасол)
В сентябре 2022 года футболист перешёл в лимассольский «Арис». Дебютировал за клуб 2 октября 2022 года в матче против клуба «Акритас Хлоракас».

## Достижения
«Арис» Лимасол
- Чемпион Кипра: 2022/23
- Обладатель Суперкубка Кипра: 2023